# Троглобіонти

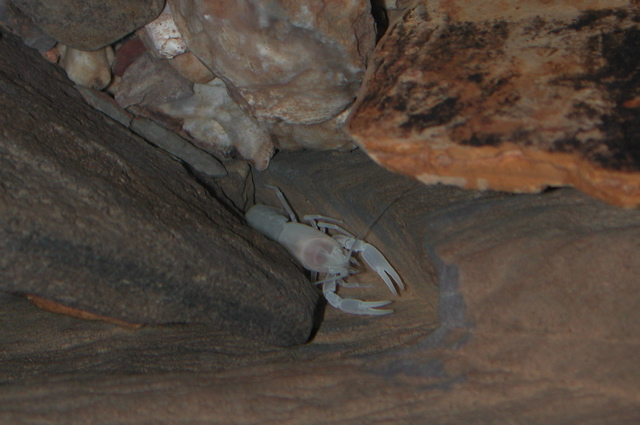
Orconectes australis

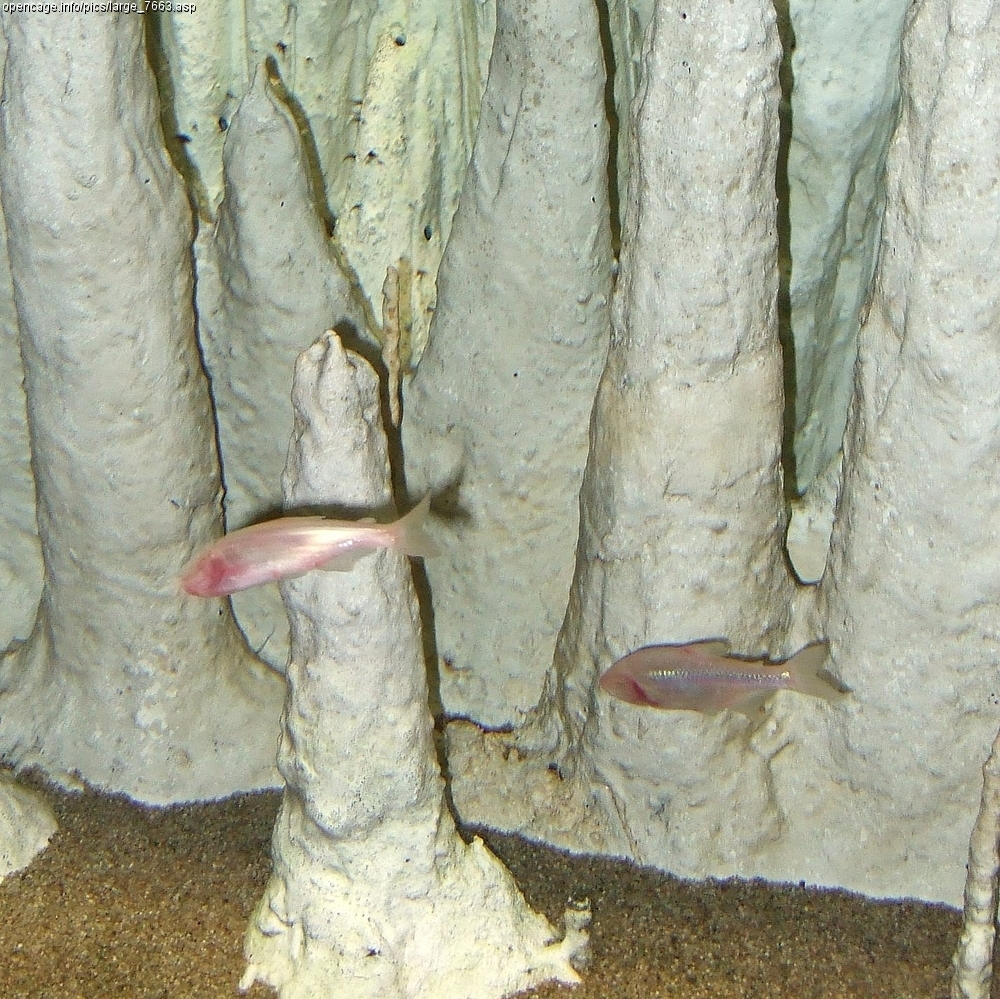
Astyanax jordani, що мешкає в Шкоцянських печерах у Словенії.

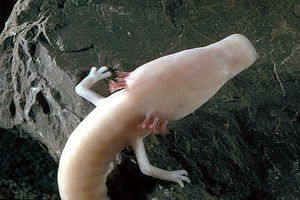
Протей європейський — ендемічний мешканець підземних озер в балканських печерах.

Троглобіо́нти (від грец. trogle — печера + та bíos — життя) — тварини, які постійно мешкають у  печерах, тріщинах гірських порід, печерних водоймах або підземних водах.

## Місце у класифікації спелеоугруповань
Троґлобіонти є складовою спелеофауни, яка також включає троґлофілів, троґлоксенів, стиґобіонтів, стиґофілів і стиґоксенів. 
На відміну він інших названих груп, для троґлобіонтів характерні: 
- життя у вологому, але позаводному середовищі (на відміну від стиґобіонтів)
- постійний зв'язок з підземним середовищем (на відміну від троґлофілів і троґлоксенів).

Докладний аналіз спелеофауни України загалом і троґлобіонтів зокрема представлено у виданні "Фауна печер України", підготовленій Українським теріологічним товариством НАН України у співпраці з Українською спелеологічною асоціацією (УСА)  (Київ, 2004).

## Загальна характеристика
Як правило, у троглобіонтів відсутня пігментація покривів тіла, тому забарвлення їх тіла зазвичай біле або жовтувате. Органи зору переважно  редуковані, але у них добре розвинений дотик і нюх, а у риб — органи  бічної лінії. Троглобіонтам притаманне аціклічне розмноження, активність протягом всього року (без сезонних ритмів), а для  хребетних представників групи — ріст протягом всього життя.
Завдяки стабільності умов існування в печерах, серед троглобіонтів зустрічаються багато представників древніх фаун. Більшість троглобіонтів є  ендеміками.
Чисельність і біомаса деяких троглобіонтів незначна, переважно через відсутність достатніх кількостей їжі. Значної чисельності можуть досягати лише хемосинтезуючі бактерії, біомаса яких становить до 10-20% від загального числа троглобіонтів.
- див. також: троґломорфність

## Різноманітність видів

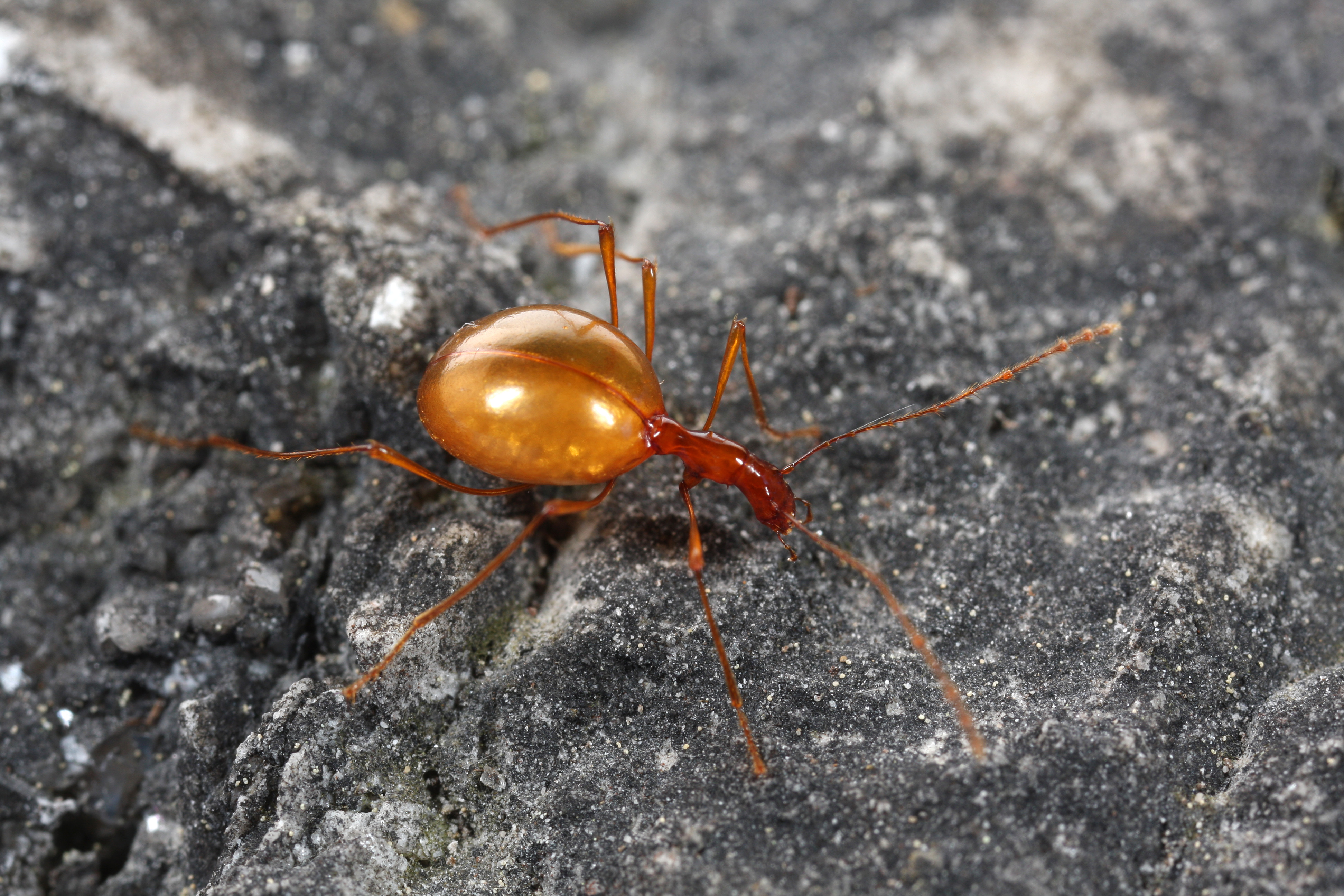
Печерний жук Leptodirus hochenwartii

Серед троглобіонти переважають різні ракоподібні — креветки, рачки гарпактициди, деякі бокоплави. Набагато рідше серед них зустрічаються молюски, коловертки, п'явки, поліхети і комахи. У деяких печерах в районах з теплим кліматом мешкають кілька видів комах, павуки (Neoleptoneta myopica), креветки (Palaemonias alabamae) та інші ракоподібні, саламандри і риби (Amblyopsidae).
До троглобіонтів також відносяться представники кількох рядів риб і деякі земноводні. Наприклад, в печерах  Куби мешкають 2 види риб родини бротулевих (Brotulidae), інші представники якої живуть лише в морському середовищі.